# Belloc-Saint-Clamens
Belloc-Saint-Clamens – miejscowość i gmina we Francji, w regionie Oksytania, w departamencie Gers.
Według danych na rok 1990 gminę zamieszkiwało 147 osób, a gęstość zaludnienia wynosiła 14 osób/km² (wśród 3020 gmin regionu Midi-Pireneje Belloc-Saint-Clamens plasuje się na 916. miejscu pod względem liczby ludności, natomiast pod względem powierzchni na miejscu 1052.).